# Typhlops fuscus
Typhlops fuscus là một loài rắn trong họ Typhlopidae. Loài này được Duméril) mô tả khoa học đầu tiên năm 1851.